# Мария Лисициан
Мария Вартановна Лисициан (2 януари 1908, Тбилиси – 26 януари 1995, Москва) е съветска грузинко-арменска и руска танцьорка, после руска художествена гимнастичка и треньорка по художествена гимнастика, основоположничка на съветската школа в този спорт.
Наградена е с почетното звание „Заслужил треньор на СССР“ (1966) и с ордена „Почетен знак“ („Знак Почёта“) през 1968 г.

## Биография
Родена е през 1908 г. в Тифлис, Закавказки край, Руска империя в семейството на арменеца Вартан Данилович и Елена Мартиновна Лисициан. В ранните си години се занимава с изкуството на танца – бал, ритъм и пластика, с помощта на братовчедката си Србуи Лисициан.
През 1929 г. започва работа като изпълнителка в Източно-етнографския ансамбъл, Ленинград при другата си братовчедка Назели Лисициан. Впоследствие се прехвърля в „Мосестрада“ и Драматичното студио на Рубен Симонов в Москва, където създава първата детска група за художествено-гимнастическа самодейност. През 1954 г. заедно с братовчедката си Тамара Лисициан създава на тази база спортното дружество „Крылья Советов“, което става водеща школа по художествена гимнастика в световен мащаб.
При Сталинските чистки от 1938 година нейният съпруг железопътният инженер-енергетик Евгений Алибегов е арестуван, обвинен във вредителство и разстрелян. Мария Лисициан също е арестувана като „член на семейство на родоизменник“ и осъдена на 8 години затвор, които излежава първоначално в Бутирка (Москва), а след това в Акмолинския лагер за жени на изменници на Родината (АЛЖИР).
Освободена е предсрочно и започва работа като директор на спортна школа в Железопътния район на Москва. Била е режисьор-постановчик на спортно-масови мероприятия като гимнастически паради на московския Червен площад, откривания на съветски спартакиади и универсиади.
| „ | Сёстры Лисициан, пожалуй, первыми из тренеров перешли на бригадный метод работы. Начинающих гимнасток тренировала Тамара Вартановна, а девочек, переходящих к изучению программ кандидатов в мастера спорта и мастеров спорта СССР, тренировала Мария Лисициан. | “ |

Като пряка лична заслуга на Мария Лисициан се отчита признаването на художествената гимнастика от Международната федерация по гимнастика (IFG) за самостоятелен вид спорт. През периода 1963 – 1971 г. тя е главен треньор на сборния отбор на СССР, в който подготвя световните медалистки Людмила Савинкова, Татяна Кравченко и Елена Карпухина. За 23 години работа в клуб „Крылья Советов“ тя подготовя 3 световни шампионки, 13 майсторки на спорта и 14 треньори.
Мария Лисициан умира на 26 януари 1995 г. Погребана е в Арменското гробище в Пресненски район на Москва.